# Wordshaker
| Críticas profissionais | Críticas profissionais |
| Avaliações da crítica  | Avaliações da crítica  |
| Fonte                  | Avaliação              |
| ---------------------- | ---------------------- |
| Allmusic               | [ 2 ]                  |
| Daily Star             | (Positivo)             |
| Digital Spy            | [ 4 ]                  |
| musicOMH               | [ 5 ]                  |
| Newsround              | [ 6 ]                  |
| OK!                    | [ 7 ]                  |
| Yahoo! Music           | [ 8 ]                  |

Wordshaker é o segundo álbum de estúdio da banda britânica The Saturdays, lançado em 12 de outubro de 2009. Este álbum tem um som mais amadurecido e pessoal, como as próprias integrantes definiram.

## Faixas
| Edição standard |                   |                                                                                     |         |  |
| N.º             | Título            | Compositor(es)                                                                      | Duração |  |
| 1.              | "Forever Is Over" | Sam Watters, Louis Biancaniello, James Bourne                                       | 3:40    |  |
| 2.              | "Here Standing"   | Jordan Omley, Michael Mani, Nina Woodford                                           | 3:36    |  |
| 3.              | "Ego"             | Steve Mac, Ina Wroldsen                                                             | 2:59    |  |
| 4.              | "No One"          | Wroldsen, David Eriksen                                                             | 3:18    |  |
| 5.              | "One Shot"        | Wroldsen, David Kreuger, Per Magnusson                                              | 3:31    |  |
| 6.              | "Wordshaker"      | Wroldsen, David Eriksen                                                             | 3:30    |  |
| 7.              | "Denial"          | Chris Braide, Wroldsen                                                              | 3:53    |  |
| 8.              | "Open Up"         | Wroldsen, Kreuger, Magnusson                                                        | 3:52    |  |
| 9.              | "Lose Control"    | Jörgen Elofsson, Pär Westerlund                                                     | 3:19    |  |
| 10.             | "Not Good Enough" | Wroldsen, Josef Larossi                                                             | 3:40    |  |
| 11.             | "Deeper"          | Una Healy, Mollie King, Frankie Sandford, Vanessa White, Rochelle Wiseman, Wroldsen | 4:05    |  |
| 12.             | "2 am"            | Andreas Romdhane, Larossi, Wroldsen                                                 | 4:08    |  |
| Duração total:  | Duração total:    | Duração total:                                                                      | 43:04   |  |